# Westmount Square
Westmount Square és un complex residencial i d'oficines en la ciutat de Westmount (Quebec), al Canadà. Està format per dos edificis d'apartaments residencials i dos edificis d'oficines. Aquestes torres es troben sobre un centre comercial subterrani de trenta-cinc botigues. Està situat entre el carrers Catherine Santa Street i De Maisonneuve Bulevard i entre Wood Avenue i Greene Avenue. Està connectat amb la plaça Alexis Nihon i l'estació de metro d'Atwater per un túnel subterrani.
El complex va ser dissenyat per l'arquitecte alemany Ludwig Mies van der Rohe en l'estil Internacional. La construcció es va iniciar el 1964 i va ser obert al públic el 13 de desembre de 1967. La façana exterior té murs cortina, i està feta d'alumini anoditzat negre i finestres de vidre fumat. Es van prendre com a model les torres d'apartaments Lake Shore Drive de Chicago.
L'edifici d'oficines, també conegut com a Torre 1, té 22 pisos i 83 metres d'alçada. L'altre edifici d'oficines té 2 pisos i és conegut com el Pavelló Tower 4; Antigament era l'Eastern Airlines Building. Les dues torres residencials tenen 21 pisos i 69 metres d'alçada.
El vestíbul comercial de Westmount Square acull botigues i galeries d'art, amb aproximadament un terç de l'espai reservat per a clíniques de salut privades. L'any 1990 es van instal·lar claraboies al terrat del recinte comercial, fet que va provocar crítiques entre els conservacionistes de l'arquitectura.